# Campeonato Paulista de Futebol de 1959
O Campeonato Paulista de Futebol de 1959 foi a 19.ª edição do campeonato organizado pela Federação Paulista de Futebol (FPF). O campeonato teve o Palmeiras como campeão e o Santos como vice. 
Esse campeonato é mais conhecido como o "Supercampeonato Paulista de 1959", pois sua decisão se deu em partidas extras decisivas, uma vez que o Santos, de Pelé, e Palmeiras, com a Academia de Futebol empataram em primeiro lugar ao final do campeonato. 
O artilheiro foi Pelé, do Santos, com 44 gols marcados.

## História
Desde 1951, o Palmeiras não vencia nenhum certame de futebol profissional. Mas, em 1959, a equipe alviverde não fez por menos. Começou vencendo os campeonatos, infantil, juvenil, amador e aspirante. O time principal, um verdadeiro esquadrão milionário, conseguiu destronar o Santos de Pelé.
A decisão se deu em melhor de 4 (quatro) pontos, e o Palmeiras se sagrou campeão depois de dois empates e uma vitória de 2 x 1 sobre o Santos no último jogo, com o gol decisivo marcado pelo ponta-esquerda Romeiro cobrando falta.
Os três rebaixados foram o XV de Jaú, o Nacional e o Comercial de São Paulo. Os dois últimos nunca mais retornaram à divisão principal.

## Classificação
| Pos. | Equipes                | Pts | J  | V  | E  | D  | GP  | GC | SG  | Classificação ou rebaixamento |
| ---- | ---------------------- | --- | -- | -- | -- | -- | --- | -- | --- | ----------------------------- |
| 1    | Santos                 | 63  | 38 | 30 | 3  | 5  | 151 | 53 | 98  | Partida de desempate          |
| 2    | Palmeiras              | 63  | 38 | 29 | 5  | 4  | 107 | 32 | 75  | Partida de desempate          |
| 3    | Ferroviária            | 53  | 38 | 23 | 7  | 8  | 78  | 44 | 34  |                               |
| 4    | São Paulo              | 53  | 38 | 22 | 9  | 7  | 79  | 38 | 41  |                               |
| 5    | Corinthians            | 50  | 38 | 23 | 4  | 11 | 75  | 45 | 30  |                               |
| 6    | Portuguesa             | 45  | 38 | 20 | 5  | 13 | 86  | 62 | 24  |                               |
| 7    | Taubaté                | 37  | 38 | 16 | 5  | 17 | 56  | 70 | −14 |                               |
| 8    | Botafogo-SP            | 37  | 38 | 12 | 13 | 13 | 61  | 52 | 9   |                               |
| 9    | Noroeste               | 35  | 38 | 16 | 3  | 19 | 59  | 67 | −8  |                               |
| 10   | Juventus-SP            | 33  | 38 | 11 | 11 | 16 | 71  | 67 | 4   |                               |
| 11   | Jabaquara              | 32  | 38 | 12 | 8  | 18 | 50  | 73 | −23 |                               |
| 12   | XV de Piracicaba       | 32  | 38 | 11 | 10 | 17 | 54  | 69 | −15 |                               |
| 13   | Guarani                | 31  | 38 | 12 | 7  | 19 | 57  | 81 | −24 |                               |
| 14   | Comercial              | 31  | 38 | 12 | 7  | 19 | 53  | 77 | −24 |                               |
| 15   | Ponte Preta            | 31  | 38 | 12 | 7  | 19 | 57  | 86 | −29 |                               |
| 16   | América-SP             | 30  | 38 | 12 | 6  | 20 | 44  | 78 | −34 |                               |
| 17   | Portuguesa Santista    | 29  | 38 | 12 | 5  | 21 | 54  | 90 | −36 |                               |
| 18   | XV de Jaú              | 27  | 38 | 11 | 5  | 22 | 48  | 83 | −35 | Zona de rebaixamento          |
| 19   | Nacional-SP            | 26  | 38 | 9  | 8  | 21 | 57  | 90 | −33 | Zona de rebaixamento          |
| 20   | Comercial de São Paulo | 22  | 38 | 6  | 10 | 22 | 52  | 92 | −40 | Zona de rebaixamento          |

## Partidas de desempate

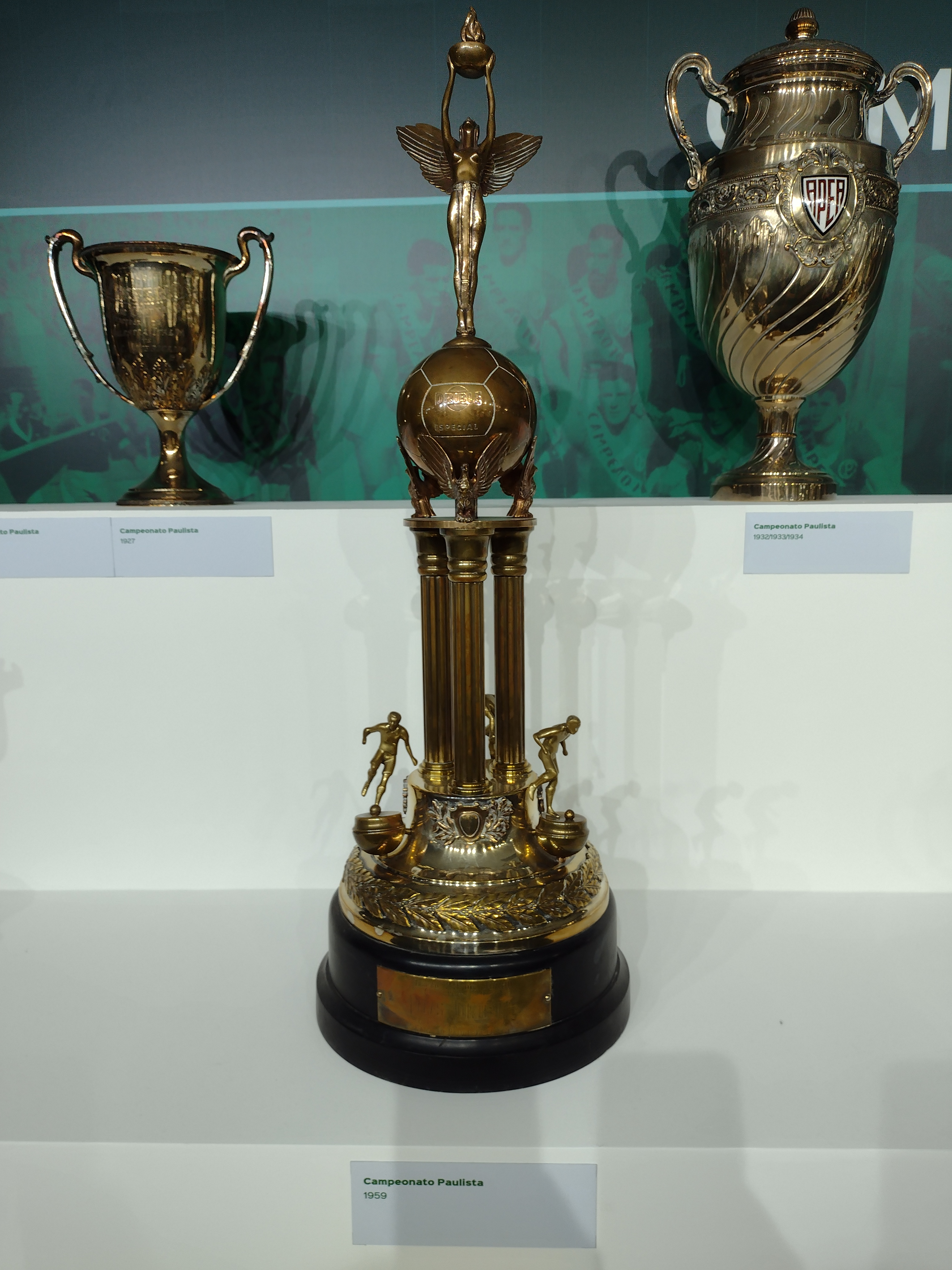
Troféu Campeonato paulista de 1959

### Primeiro Jogo - Palmeiras 1 x 1 Santos
O primeiro jogo foi realizado em 5 de janeiro de 1960. O Santos tinha dois problemas: Jair Rosa Pinto e Pagão, contundidos. O treinador Lula deslocou Urubatão para lugar de Jair, fazendo entrar Feijó na zaga. Para substituir Pagão, entrou um jovem de dezesseis anos de idade chamado Coutinho. O time santista jogou com Laércio, Feijó, Getúlio e Dalmo; Formiga e Zito; Dorval, Urubatão, Coutinho, Pelé e Pepe. O Palmeiras, que não tinha problemas, jogou com Valdir, Djalma Santos, Valdemar Carabina, Aldemar e Geraldo Scotto; Zequinha e Chinesinho; Julinho Botelho, Romeiro, Américo Murolo e Géo. Aos 22 minutos do primeiro tempo Pelé abriu a contagem no Pacaembu. O Palmeiras empatou aos 32 minutos através de Zequinha. O público, que bateu o recorde de renda no campeonato, saiu reclamando de marmelada. Com o empate, ficou decidido que haveria mais dois jogos, independente do resultado da segunda partida.
| 5 de janeiro de 1960 | Palmeiras    | 1 – 1 | Santos   | Pacaembu, São Paulo                                                      |
|                      | Zequinha 34' |       | Pelé 22' | Público: 38 262 Renda: Cr$ 3.061.350,35 Árbitro: AUT Stefan Walter Glanz |

- Palmeiras: Valdir de Moraes; Djalma Santos, Valdemar Carabina, Aldemar e Geraldo Scotto; Zequinha e Chinesinho; Julinho Botelho, Américo Murolo, Romeiro e Géo. Treinador: Osvaldo Brandão
- Santos: Laércio; Feijó, Getúlio e Dalmo; Formiga e Zito; Dorval, Urubatão, Coutinho, Pelé e Pepe. Treinador: Lula

### Segundo Jogo - Palmeiras 2 x 2 Santos
No dia 7 de janeiro de 1960, aconteceu mais um jogo no mesmo Pacaembu. No Santos, Jair e Pagão continuavam de fora. No Palmeiras, o técnico Osvaldo Brandão colocou Nardo no lugar do ponteiro Géo. O jogo foi uma repetição melhorada do primeiro. Aos 44 minutos, cobrando um pênalti, Pepe abriu a contagem. No segundo tempo, logo aos 2 minutos, Getúlio do Santos faz contra e empata para o Palmeiras. Logo depois, Chinesinho faz 2x1 e aos 40 minutos, novo pênalti para o Santos e novo gol de Pepe. Fim de jogo e mais um empate, que deixava os dois clubes em igualdade de condições para decidir o campeonato na terceira partida.
| 7 de janeiro de 1960 | Santos                      | 2 – 2 | Palmeiras                           | Pacaembu, São Paulo                                                     |
|                      | Pepe 25' (pen.), 80' (pen.) |       | Getúlio 48' (g.c.) · Chinesinho 50' | Público: 27 652 Renda: Cr$ 2.104.070,00 Árbitro: SP Catão Montez Júnior |

- Palmeiras: Valdir de Moraes; Djalma Santos, Valdemar Carabina, Aldemar e Geraldo Scotto; Zequinha e Chinesinho; Julinho Botelho, Américo Murolo, Romeiro e Nardo. Treinador: Osvaldo Brandão
- Santos: Laércio; Feijó, Getúlio e Dalmo; Formiga e Zito; Dorval, Urubatão, Coutinho, Pelé e Pepe. Treinador: Lula

### Terceiro Jogo - Palmeiras 2 x 1 Santos
O jogo decisivo foi no dia 10 de janeiro de 1960, o Santos fez voltar ao time, Jair Rosa Pinto e Pagão, que tinha se casado e estava em lua de mel na cidade de Poços de Caldas. Ele voltou correndo para jogar a decisão. E logo no inicio da partida, Pagão cabeceia a bola para Pelé que marca o primeiro gol, aos 14 minutos do primeiro tempo. Logo depois, Pagão era atingido por Aldemar e ficou em campo fazendo número. Jair também não fazia uma boa partida e o Santos perdia a agressividade no ataque e a harmonia do meio do campo. Enquanto isso, Chinesinho tomava conta do jogo e Aldemar, de Pelé. A única coisa que faltava ao Palmeiras era sorte. Romeiro chutou bolas na trave. Aos 42 minutos o futebol de Chinesinho supera a falta de sorte. No meio campo, ele desarma Pelé, e passa rápido para Romeiro, que experimenta para o gol da entrada da área. Formiga corta mal e a bola sobra para Julinho, que empata o jogo.
No segundo tempo, aos 3 minutos, o juiz Anacleto Pietrobom marca uma falta de Zito em Zequinha perto da área santista. Romeiro ajeita a bola na meia lua. Cinco jogadores na barreira. Romeiro corre e chuta forte. A bola passa pela barreira e entra no ângulo esquerdo do goleiro Laércio, ex-Palmeiras. O time do Palmeiras continuou com o domínio do jogo e ainda mandou mais duas bolas na trave do Santos. Terminada a partida, o Palmeiras era o supercampeão paulista de 1959. A torcida comemorava nas ruas o título que veio nove anos depois, em cima do aparentemente imbatível Santos de Pelé.
| 10 de janeiro de 1960 | Palmeiras                         | 2 – 1 | Santos   | Pacaembu, São Paulo                            |
|                       | Julinho Botelho 43' · Romeiro 48' |       | Pelé 14' | Público: 37 063 Árbitro: SP Anacleto Pietrobon |

- Palmeiras: Valdir de Moraes; Djalma Santos, Valdemar Carabina, Aldemar e Geraldo Scotto; Zequinha e Chinesinho; Julinho Botelho, Américo Murolo, Romeiro e Nardo. Treinador: Osvaldo Brandão
- Santos: Laércio; Urubatão, Getúlio e Dalmo; Formiga e Zito; Dorval, Jair Rosa Pinto, Pagão, Pelé e Pepe. Treinador: Lula

## Premiação
| Campeonato Paulista de 1959    |
| ------------------------------ |
|                                |
| PALMEIRAS Campeão (13° título) |

## Artilheiros
| Pos. | Jogador         | Equipe      | Gols |
| ---- | --------------- | ----------- | ---- |
| 1    | Pelé            | Santos      | 46   |
| 2    | Pepe            | Santos      | 41   |
| 3    | Servílio        | Portuguesa  | 34   |
| 4    | Zague           | Corinthians | 31   |
| 5    | Coutinho        | Santos      | 28   |
| 5    | Romeiro         | Palmeiras   | 28   |
| 7    | Bazzani         | Ferroviária | 18   |
| 8    | Américo Murolo  | Palmeiras   | 17   |
| 9    | Carlos Cézar    | Comercial   | 15   |
| 9    | Julinho Botelho | Palmeiras   | 15   |